# Weißenstein
Weißenstein (tiếng Slovene: Bilšak) là một đô thị thuộc huyện Villach-Land trong bang Kärnten trong nước Áo. Đô thị Weißenstein có diện tích 49,11 km², dân số thời điểm năm 2001 là 3107 người. 